# Diana Miller
Diana Miller, född Winifred Caroline 4 november 1916 i London i England, död 1 mars 1993 på Mallorca, var en brittisk-svensk sångerska, orkesterledare och musiker (trummor).

## Biografi
Miller kom till Sverige 1940 och gjorde inspelningar tillsammans med Sam Samsons orkester och Nisse Linds hot trio. Senare turnerade hon med Emil Iwring och Seymour Österwall. Hon engagerades av Gösta Bernhard till revyerna på Casinoteatern. Hon bildade en egen orkester, "The Diana Miller Trio", 1952 tillsammans med Siw Karlén (bas/sång) och Inger Lindberg (piano/sång). Under en kort period medverkade även Gullie Forslund på vibrafon.
Trion turnerade fram till 1963 i Europa (Nederländerna, Frankrike, Spanien, Tyskland, Schweiz och Österrike) och spelade på kända jazzklubbar bland annat på the Blue Note i Paris och Amsterdam.

## Filmografi
- 1941 – Lärarinna på vift
- 1939 - En enda natt

## Teater

### Roller (ej komplett)
| År   | Roll        | Produktion                                                    | Regi           | Teater        |
| ---- | ----------- | ------------------------------------------------------------- | -------------- | ------------- |
| 1944 | Medverkande | Tjugo svarta fötter, revy Stig Bergendorff och Gösta Bernhard | Gösta Terserus | Casinoteatern |

## Diskografi i urval
- The Maharajah of Magador med Thore Ehrlings orkester
- I'm gonna sit right down med Svenska hotkvintetten
- Happy little song med Sam Samsons orkester
- I'm gonna wash that man right outa my hair med Arne Domnérus orkester
- An apple for the teacher med Nisse Linds trio, Herbert Welander och Casper Hjukström
- Chica chica boom chic med Jay Elwings orkester
- Life's full of concequence med Sven Arefeldt och Sam Samsons orkester
- Rhum-boogie med Seymours orkester
- Guitar blues med Sven Stiberg gitarr och Seymours orkester
- Don't sit under the apple tree med Sven Arefeldt och Charles Redlands orkester